# Экономика сопротивления
Экономика сопротивления (перс. :اقتصاد مقاومتی‎; англ.  Resilient Economy или англ.  Resistive Economy) - термин введенный в научный оборот политическим и научным истеблишментом Ирана, означающий способ борьбы с экономическими санкциями, введенными в отношении одного региона или страны, смысл которой заключается в достижении минимальной зависимости национальной экономики от иностранных государств в сфере обеспечения своих основных потребностей при условиях, когда импорт и экспорт товаров, производимых данной экономикой, сильно ограничен.
Появление термина связано с тем, что в течение последних лет иранская экономика существует в санкционном режиме, который неоднократно ужесточался. Целью данных санкций является лишение Ирана возможности разрабатывать свою ядерную программу.

## Иранский взгляд
Экономика сопротивления означает, что государство определяет сферы и области, которые попадают под санкции, и пытается их контролировать, чтобы санкции не нанесли урон данным сферам, превращая таким образом санкции в новые возможности. Необходимо максимально уменьшить зависимость от иностранных государств и сосредоточиться на производстве внутри страны, чтобы двигаться в сторону экономики сопротивления. С точки зрения руководства Ирана необходимо придерживаться экономики сопротивления, чтобы преодолеть давление, справиться со всеми сложностями и защитить национальные интересы страны. Данный экономический способ отличается от другого варианта - экономики воздержания.

## Появление термина
Впервые термин «экономика сопротивления» в Иране появился и получил свое основное значение в 2007 году, после объявления Израилем блокады Сектора Газа. Израиль блокировал поставку продовольственных товаров и продукции, необходимой для производства (главным образом, для строительства). Также Сектор Газа не мог заниматься экспортом, что привело к гибели значительной части сельскохозяйственной продукции, в том числе клубники.
По отношению к внутренней ситуации в Иране термин «экономика сопротивления» впервые был употреблен в сентябре 2010 года на встрече аятоллы Хаменеи, руководителя страны, с видными иранскими политическими деятелями. Аятолла Хаменеи заявил, что экономика сопротивления - это Божий промысел, и добавил, что страна нуждается в такой экономике по двум причинам: преодолеть экономическое давление врагов и подготовить страну к быстрому развитию и прогрессу. Обычно экономический подход Ирана в виде экономики сопротивления противопоставляют западному экономическому подходу, который часто называют «экономикой господства».

## Современное использование термина
В последнее время из-за усиления санкций в отношении Ирана данный подход иранского руководства приобретает все большее распространение. Основная цель экономики сопротивления - использование внутренних возможностей страны и противостояние санкциям без создания кризисной ситуации. 19 февраля 2014 года Сейид Али Хаменеи рассказал иранским чиновникам обо всех направлениях экономики сопротивления. По мнению Хаменеи, экономика сопротивления Ирана открыта для сотрудничества с экономикой любого государства и направлена на производство продукции внутри страны. Али Тайебния, министр экономики и финансов в правительстве Ирана одиннадцатого созыва, убежден, что экономика сопротивления является гибкой экономикой. Основной отличительной чертой экономики сопротивления является её способность быстро реагировать на усиление санкций и давления со стороны иностранных государств. Ураган может с легкостью сломать сухое дерево, но гибкое дерево может пережить ураган. По мнению Мохсена Резаи, секретаря Совета по определению политической целесообразности, для создания иранской экономики сопротивления необходимо создать федеративное государство и передать часть полномочий центра регионам.
Для быстрого и доступного понимания содержания экономики сопротивления лучше всего обратиться к  высказываниям руководителя Ирана по этому поводу. На встрече со студентами им было сказано, что экономика сопротивления представляет собой такую экономику, которая в условиях санкций, давления и трудностей может стать определяющим фактором для прогресса и процветания страны. Хаменеи указал на основные столпы такой экономики: всестороннее использование государственных и человеческих ресурсов, поддержка отечественного производителя и контроль за финансами и расходами.